# Château de Ragny
Le Château de Ragny est un ancien château médiéval situé à Savigny-en-Terre-Plaine, dans l'actuel département de l'Yonne. Il trouve ses origines au XIIe siècle.
Son histoire est indissociable de celle des seigneurs de Ragny, dont il fut le fief principal.
Au fil des siècles et de l’histoire, il a été remanié et aujourd’hui il ouvre enfin ses portes au public, proposant un accueil pour des séminaires, colloques, ou encore pour des mariages. Mais aussi des hébergements de courts ou longs séjours, ainsi que des programmes personnalisés axés sur le bien-être.

## Historique
Un petit château fut construit à l'époque féodale par les sires de Ragny, qui n'étaient alors que de modestes vassaux des seigneurs de Montréal.
On ne connait pas le rôle qu'il a joué pendant la guerre de Cent Ans, mais on sait qu'il fut renforcé au XVe siècle. Au début du XVIe siècle, son propriétaire est Claude de Ragny, un proche du roi Louis XII. Quelques années plus tard, la seigneurie passe par alliance à Girard de la Magdelaine, mari de Claude/Claudine de Damas, fille de Jannin de Damas-Montaigu, et parente (nièce, fille ou cousine ?) de Claude de Ragny par sa mère Huguette de Ragny.

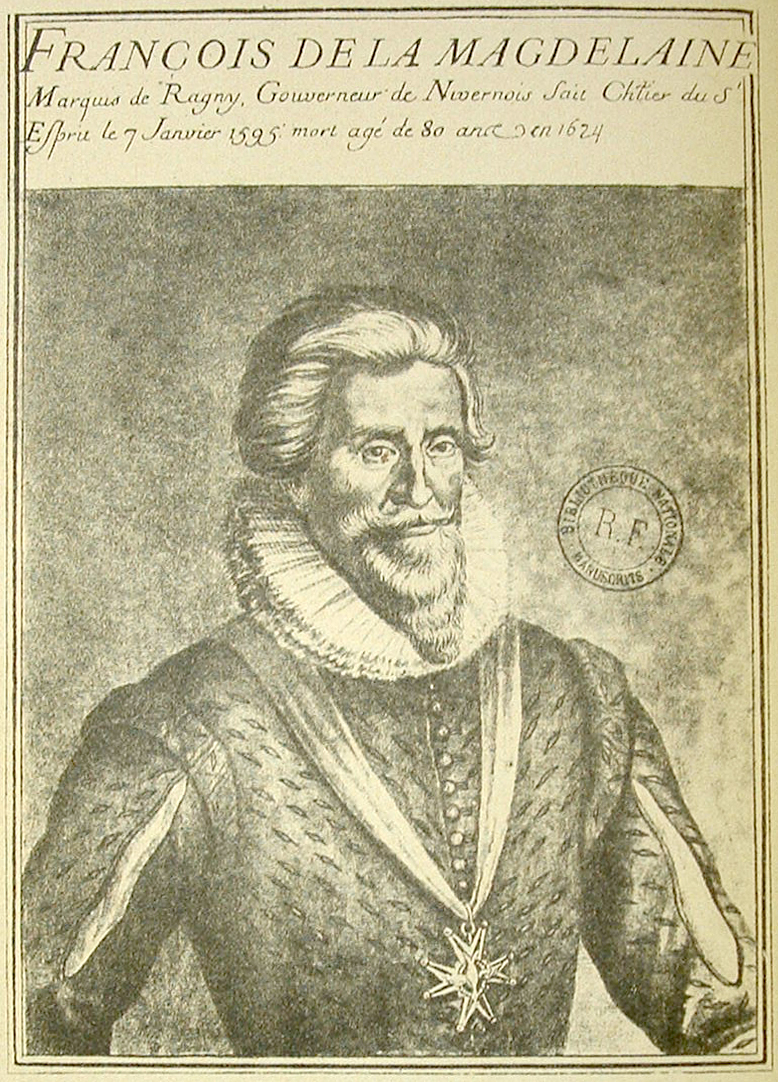
Portrait de François de la Magdelaine.

Son fils François de la Magdelaine, en récompense de son rôle pendant les guerres de la Ligue et de sa loyauté à l'égard de Henri IV, voit sa terre de Ragny érigée en marquisat en 1597. Premier marquis de Ragny, maréchal de camp, bailli de l'Auxois, seigneur de Pisy, chevalier des ordres du roi, c'est alors un personnage considérable. Après l'assassinat d'Henri IV, il se retire dans ses terres, et ne fréquente que rarement la cour de Louis XIII. Jusqu'à sa mort en 1626, il consacre les 16 dernières années de sa vie à transformer et embellir le château et le parc de Ragny.
Son fils Léonor de la Magdelaine, qui lui succède dans ses charges et titres, meurt trois ans après son père. Son fils meurt deux ans plus tard, en 1631, sans héritier direct. Le château et les terres passent alors à la fille de Léonor, qui les transmet à son époux François de Bonne de Créquy, duc de Lesdiguières.
Les puissants seigneurs qui possèdent ensuite Ragny y résident peu, se contentant de percevoir les revenus de ce grand domaine, le plus vaste de l'Avallonnais. Les Créquy de Lesdiguières le conservent jusqu'en 1703 (mort du 5e duc de Lesdiguières, Jean-François-Paul de Créquy), date à laquelle il échoit à François de Neufville, 2e duc de Villeroy (cousin germain du 4e duc de Lesdiguières, François-Emmanuel de Créquy, le père du duc Jean-François-Paul). En 1717, il est acquis par un parlementaire, Guy Chartraire de Saint-Agnan. Ses descendants possèdent Ragny jusqu'en 1812.
Au XIXe siècle, les propriétaires successifs morcèlent le domaine et détruisent certains bâtiments : orangerie et tours.
Acquis par la Banque de l'Algérie en 1960, le domaine devient propriété de la Banque de France en 1974. Il devient alors un centre de vacances géré par son comité central d'entreprise (CCE), puis par le comité social et économique central (CSE-Central), jusqu'à la fermeture définitive en octobre 2021. La Banque de France y a organisé de nombreux stages et séminaires, en raison de la proximité avec Paris,,, jusqu'à la fin des années 2010.
La fermeture du centre de vacances est votée par le CCE en 2017. Annoncée pour 2020, cette fermeture définitive est repoussée en raison de la crise sanitaire et intervient finalement en octobre 2021. La Banque de France vend alors le château.

## Description
Le château actuel, construction très étendue, fut remanié et agrandi à diverses époques depuis le XIIe siècle.  
Les corps de logis, adossés les uns aux autres d'une manière très irrégulière, sont soutenus par des tourelles rondes.
On pénètre dans la cour d'honneur par un pont dormant au-dessus de larges douves, puis par un portail entouré de deux bâtiments identiques édifiés, semble-t-il, à la fin du XVIIe siècle. 
La cour s'ouvre sur une aile unique, à droite, constituée de trois bâtiments sans alignement. 
Le corps de logis principal, à l'extrémité de cette aile, pourrait également dater de la seconde moitié du XVIIe siècle, avec une partie du gros œuvre plus ancienne. 
Les deux tours rondes qui l'encadrent sont vraisemblablement contemporaines de la tour du colombier, sur laquelle est gravé « 1530 ».
De larges fossés bordent une partie des bâtiments faisant face à l'ouest et au nord.  
Un grand jardin à la française décoré de charmilles, ainsi que plusieurs avenues tracées en ligne droite entourent l'ancienne demeure seigneuriale,.
Le splendide parc est doté d’une piscine, d’un mini-golf, d’un court de tennis et d’un terrain de football.
L'ancien château était flanqué de 11 tours, parmi lesquelles on remarquait le donjon de la Tour Carrée, garni de meurtrières et de créneaux et qui s'élevait au milieu de la cour centrale. 
Il possédait une chapelle, voutée et ornée de fresques, fondée par Pierre de Ragny en 1422. Il fut démoli à la Révolution.
Le terrier de Ragny donne en 1501 les noms des principales tours du château : la tour Salle, la tour de Marsigny, la tour du Loup et la tour de la Contrée.
Du château primitif ne subsiste qu'une galerie avec trois arcades, située au rez-de-chaussée et datée de la fin du XIIe siècle. 
Datant du manoir primitif, il s'agissait probablement d'une salle servant de promenoir.

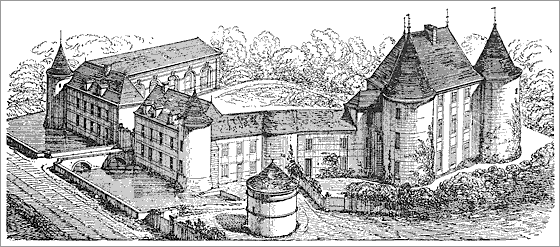
Le château de Ragny, dessin de Victor Petit, 1870.

### Galerie

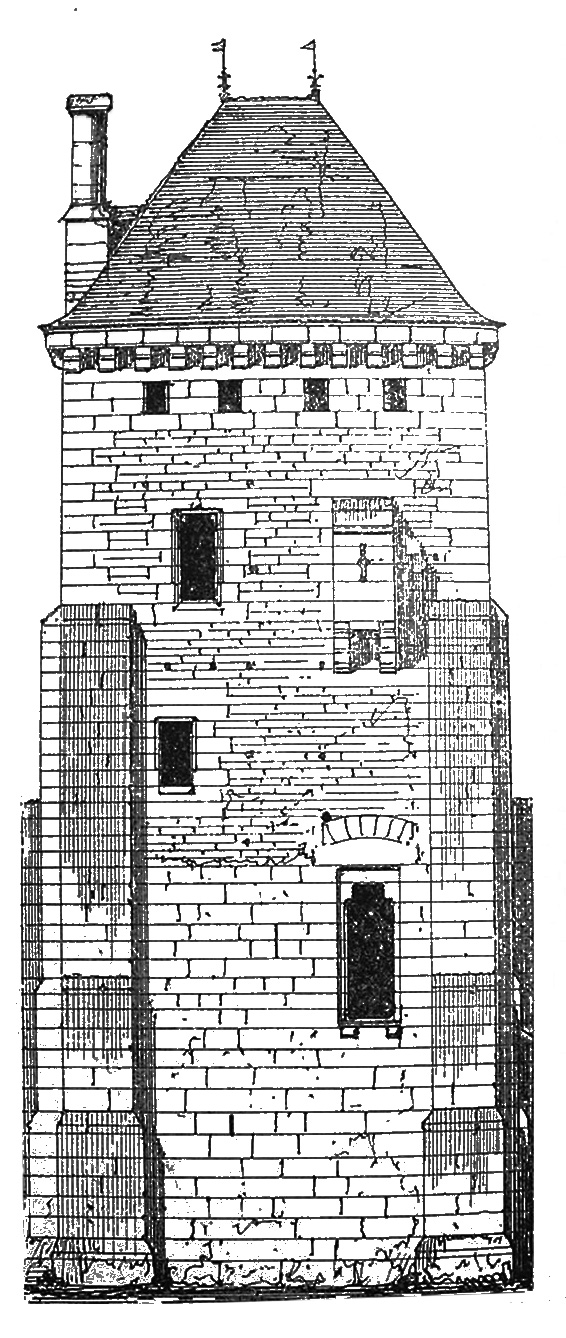
Donjon de la Tour carrée, dessin de Victor Petit
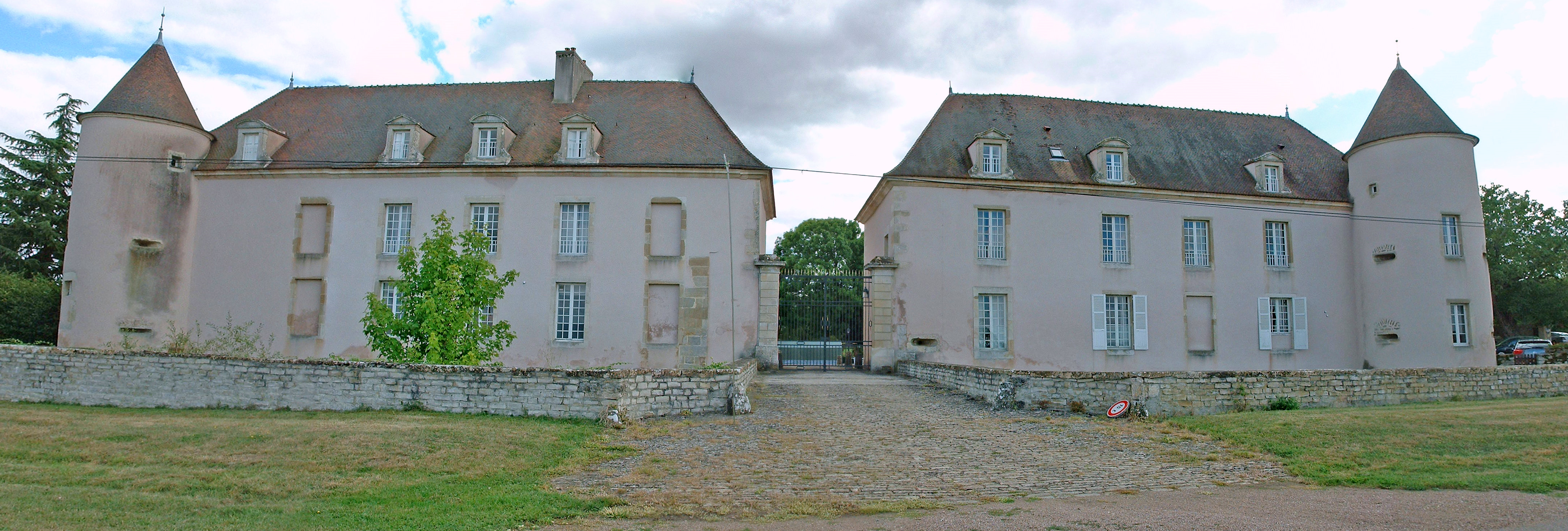
Vue contemporaine du château